# 1347年
| 千纪： | 2千纪 |
| 世纪： | 13世纪 \| 14世纪 \| 15世纪                                                                                 |
| 年代： | 1310年代 \| 1320年代 \| 1330年代 \| 1340年代 \| 1350年代 \| 1360年代 \| 1370年代                           |
| 年份： | 1342年 \| 1343年 \| 1344年 \| 1345年 \| 1346年 \| 1347年 \| 1348年 \| 1349年 \| 1350年 \| 1351年 \| 1352年 |
| 纪年： | 丁亥年（猪年）；元至正七年；越南紹豐七年；日本南朝正平二年，北朝貞和三年                                   |

## 大事记
- 金帳汗國圍攻卡法，把死亡的鼠疫病人屍體用投石機投入城中，後來一名熱那亞商人把鼠疫帶回義大利，從而引發歐洲黑死病大瘟疫（1349年结束），並於交戰中的英國與法國散布。
- 盧森堡的約翰之子查理四世 (神聖羅馬帝國)獲選為羅馬人民的國王。
- 禿忽魯帖木兒建立東察合台汗國，察合台汗國自此分為東、西二部。
- 阿拉丁·哈桑·巴赫曼沙阿脫離德里蘇丹國，建立巴赫曼尼蘇丹國，首都古爾伯加。
- 8月3日——加萊抵抗英軍的圍困達1年之久後，彈盡糧絕開城投降，此後英國佔領加萊直到1558年。
- 9月28日——英王愛德華三世和法王腓力六世在教宗克勉六世居中協調下簽署加萊停戰協議，雙方停戰直到1355年。